# Подопытные
«Подопытные» (англ. Testees) — канадский комедийный телесериал, первоначально вышедший на канале FX с октября по декабрь 2008 года. Был отснят и показан один сезон, после этого сериал не возобновлялся.
В России сериал транслировался на канале 2x2.
Сериал повествует о жизни двух друзей, снимающих одну квартиру на двоих. Питер и Рон работают в качестве «морских свинок» на компанию «Тестико». Их работа заключается в испытании самых различных продуктов и приборов. Юмор каждой серии во многом основан на свойствах вещей которые приходится тестировать этим двоим «тестировщикам».
В 2009 году сериал номинировался на премию Gemini в трёх категориях.

## Список серий
| Номер | Название                            |
| ----- | ----------------------------------- |
| 1     | Газообразующие таблетки / Gas Pills |
| 2     | Таблетки для мужчин / Pill For Men  |
| 3     | Потеря памяти / Forget Me Nugget    |
| 4     | Пылесос атакует / Vac Attack        |
| 5     | Über-Glued                          |
| 6     | Her Fume                            |
| 7     | Kicking the Bucket List             |
| 8     | Abstinence Underwear                |
| 9     | Jelly Bean Omlettes                 |
| 10    | Mr. Pain and Danger Lad             |
| 11    | Pineapple Shampoo                   |
| 12    | Project X                           |
| 13    | Сыворотка правды / Truth Serum      |